# Anton Heimerl
Anton Heimerl (Budapest, 15 febbraio 1857 – Vienna, 4 marzo 1943) è stato un botanico austriaco.
Si specializzò nelle ricerche sulla famiglia delle nyctaginaceae, e fu un'autorità nella nomenclatura binomiale di molte specie botaniche. Egli fu autore dei capitoli sulle Nyctaginaceae, Phytolaccaceae e Achatocarpaceae in Die Natürlichen Pflanzenfamilien (Volume 16, 1934) di Engler & Prantl.
Nel 1903 il genere Heimerlia fu così nominato in suo onore da Franz Xaver Rudolf von Höhnel e nel 1941 Carl Skottsberg nominò, ancora in suo onore, il genere Heimerliodendron.
| Heimerl è l'abbreviazione standard utilizzata per le piante descritte da Anton Heimerl. Consulta l'elenco delle piante assegnate a questo autore dall'IPNI. |

## Opere scelte
- In inglese:
  - Two new species of Abronia, 1910
  - Nyctaginaceae of southeastern Polynesia and other Pacific islands, 1937
- In tedesco:
  - Die niederösterreichischen Ascoboleen, 1889
  - Monographie der Nyctaginaceen. I. Bougainvillea, Phaeoptilum, Colignonia, 1900
  - Flora von Brixen a. E.., 1911
  - Schulflora fur Österreich und die angrenzenden Gebiete der Alpen- und Sudetenländer sowie des Küstenland südlich bis Triest, 1923.[9]